# Pío Moa
Luis Pío Moa Rodríguez (ur. 1948 w Vigo) – hiszpański pisarz i publicysta, specjalizuje się w problematyce hiszpańskiej wojny domowej.

## Życiorys
W młodości był przeciwnikiem generała Franco, został członkiem Komunistycznej Partii Hiszpanii – PCE (zrekonstruowanej) oraz terrorystycznej grupy GRAPO. Zakończył działalność polityczną po nadejściu demokracji w Hiszpanii. Poświęcił się badaniom historii współczesnej Hiszpanii, zajmując bardzo konserwatywne stanowisko. Ostatecznie przekształcił się z przeciwnika w zwolennika reżimu generała Franco. Popularne wśród Hiszpanów eseje tego autora wywołały żywą polemikę pomiędzy historykami

## Publikacje
- Reflexiones sobre el terrorismo. Autor, Madrid, 1985. ISBN 84-398-4781-5
- El erótico crimen del Ateneo de Madrid. Mosand, Madrid, 1995. ISBN 84-89616-00-0
- Los orígenes de la Guerra Civil española. Encuentro, Madrid, 1999. ISBN 84-7490-526-5
- Los personajes de la República vistos por ellos mismos. Encuentro, Madrid, 2000. ISBN 84-7490-579-6
- El derrumbe de la II República y la guerra civil. Encuentro, Madrid, 2001. ISBN 84-7490-625-3
- De un tiempo y de un país. Encuentro, Madrid, 2002. ISBN 84-7490-657-1
- La sociedad homosexual y otros ensayos, Editorial Criterio Libros, Madrid, 2001. ISBN 84-95437-08-2
- Contra la mentira: guerra civil, izquierda nacionalista y jacobinismo. Libroslibres, Madrid, 2003. ISBN 84-96088-06-5
- Los mitos de la Guerra Civil. La Esfera de los Libros, Madrid, 2003. ISBN 84-9734-093-0 (wydane w języku polskim: Mity wojny domowej. Hiszpania 1936-1939. Fronda pl, Warszawa, 2007. ISBN 83-87163-02-3)
- De un tiempo y un país: la izquierda violenta (1968-1978). Encuentro, Madrid, 2003. ISBN 84-7490-657-1
- Los libros fundamentales sobre la guerra civil. Encuentro, Madrid, 2004. ISBN 84-7490-724-1
- Una historia chocante: los nacionalismos catalán y vasco en la historia contemporánea de España. Encuentro, Madrid, 2004. ISBN 84-7490-747-0
- Los crímenes de la Guerra Civil y otras polémicas. La Esfera de los Libros, Madrid, 2004. ISBN 84-9734-156-2
- 1934, comienza la guerra civil: el PSOE y la Esquerza emprenden la contienda (we współpracy z Javier Ruiz Portella). Áltera, Barcelona, 2004. ISBN 84-89779-59-7
- Federica Montseny o las dificultades del anarquismo, (we współpracy z Antonina Rodrigo García). Ediciones B, Barcelona, 2004
- 1936, el asalto final a la República. Áltera, Barcelona, 2005. ISBN 84-89779-72-4
- Franco: un balance histórico. Planeta, Barcelona, 2005. ISBN 84-08-06235-2
- Contra la balcanización de España. La Esfera de los Libros, Madrid, 2005. ISBN 84-9734-323-9
- El iluminado de La Moncloa y otras plagas. Libros Libres, Madrid, 2006. ISBN 84-96088-48-0
- La República que acabó en guerra civil. Áltera, Barcelona, 2006. ISBN 84-89779-94-5
- La quiebra de la historia progresista. Ediciones Encuentro, 2007. ISBN 84-7490-853-1
- Años de hierro. España en la posguerra. 1939-1945. La Esfera de los Libros, Madrid, 2007. ISBN 978-84-9734-663-4
- Falacias de la izquierda, silencios de la derecha. Claves para entender el deterioro de la política española actual. Libroslibres, Madrid, 2008. ISBN 978-84-96088-77-1